# Renata Zarazúa
Renata Zarazúa Rückstuhl, née le 30 septembre 1997 à Mexico, est une joueuse de tennis mexicaine, professionnelle depuis 2014.

## Carrière professionnelle
Renata Zarazúa a est la petite-nièce du joueur de tennis Vicente Zarazua, membre de l'équipe du Mexique de Coupe Davis.
En 2020, elle parvient en demi-finale du tournoi d'Acapulco, une première pour une joueuse mexicaine depuis 1993. Elle se hisse également aux deuxième tour du tournoi de Roland-Garros où elle s'incline contre Elina Svitolina (6-3, 0-6, 6-2). Cela faisait vingt ans et la participation d'Angélica Gavaldón à l'Open d'Australie qu'une mexicaine n'avait pas disputé un tournoi du Grand Chelem en simple.
En août 2021, elle atteint sa première finale en catégorie WTA 125 lors du tournoi de Concord qu'elle perd face à la Polonaise Magdalena Fręch.
Elle compte 6 titres sur le circuit ITF en simple et 17 en double.

## Palmarès

### Titres en simple en WTA 125
| No | Date       | Nom et lieu du tournoi                    | Catégorie | Dotation  | Surface      | Finaliste   | Score         |          |
| -- | ---------- | ----------------------------------------- | --------- | --------- | ------------ | ----------- | ------------- | -------- |
| 1  | 04-12-2023 | Montevideo Open, Montevideo               | WTA 125   | 115 000 $ | Terre (ext.) | Diane Parry | 7-5, 3-6, 6-4 | Parcours |
| 2  | 18-11-2024 | Fifth Third Charleston 125 II, Charleston | WTA 125   | 115 000 $ | Terre (ext.) | Hanna Chang | 6-1, 7-64     | Parcours |

### Finale en simple en WTA 125
| No | Date       | Nom et lieu du tournoi       | Catégorie | Dotation  | Surface    | Vainqueure      | Score     |          |
| -- | ---------- | ---------------------------- | --------- | --------- | ---------- | --------------- | --------- | -------- |
| 1  | 02-08-2021 | Thoreau Tennis Open, Concord | WTA 125   | 115 000 $ | Dur (ext.) | Magdalena Fręch | 6-3, 7-64 | Parcours |

### Titre en double en WTA 125
| No | Date       | Nom et lieu du tournoi        | Catégorie | Dotation  | Surface    | Partenaire        | Finalistes                           | Score     |          |
| -- | ---------- | ----------------------------- | --------- | --------- | ---------- | ----------------- | ------------------------------------ | --------- | -------- |
| 1  | 19-02-2024 | Vallarta Open Puerto Vallarta | WTA 125   | 115 000 $ | Dur (ext.) | Iryna Shymanovich | Angelica Moratelli Camilla Rosatello | 6-2, 7-61 | Parcours |

### Finales en double en WTA 125
| No | Date       | Nom et lieu du tournoi                      | Catégorie | Dotation  | Surface      | Partenaire                      | Finalistes         | Score            |          |
| -- | ---------- | ------------------------------------------- | --------- | --------- | ------------ | ------------------------------- | ------------------ | ---------------- | -------- |
| 1  | 03-06-2024 | Open delle Puglie Bari                      | WTA 125   | 115 000 $ | Terre (ext.) | Anna Danilina Irina Khromacheva | Angelica Moratelli | 6-1, 6-3         | Parcours |
| 2  | 10-06-2024 | BBVA Open Internacional de Valencia Valence | WTA 125   | 115 000 $ | Terre (ext.) | Katarzyna Piter Fanny Stollár   | Angelica Moratelli | 6-1, 4-6, [10-8] | Parcours |

## Parcours en Grand Chelem

### En simple dames
| Année | Open d'Australie | Open d'Australie | Internationaux de France | Internationaux de France | Wimbledon       | Wimbledon            | US Open        | US Open             |
| ----- | ---------------- | ---------------- | ------------------------ | ------------------------ | --------------- | -------------------- | -------------- | ------------------- |
| 2018  | —                | —                | Q1                       | Tamara Zidanšek          | Q1              | Mariana Duque Mariño | Q1             | Julia Glushko       |
|       |                  |                  |                          |                          |                 |                      |                |                     |
| 2020  | —                | —                | 2e tour (1/32)           | Elina Svitolina          | Annulé          | Annulé               | —              | —                   |
| 2021  | Q2               | Rebecca Šramková | Q1                       | Ekaterine Gorgodze       | Q1              | Tara Moore           | Q1             | Déspina Papamichaíl |
| 2022  | —                | —                | Q1                       | Anastasia Potapova       | —               | —                    | Q1             | Ashlyn Krueger      |
|       |                  |                  |                          |                          |                 |                      |                |                     |
| 2024  | 1er tour (1/64)  | Martina Trevisan | 1er tour (1/64)          | Madison Keys             | 1er tour (1/64) | Emma Raducanu        | 2e tour (1/32) | Caroline Wozniacki  |
| 2025  | 2e tour (1/32)   | Jasmine Paolini  | 1er tour (1/64)          | Iva Jovic                | 2e tour (1/32)  | Amanda Anisimova     |                |                     |

N.B. : à droite du résultat se trouve le nom de l'ultime adversaire.

### En double dames
| 2025 | 1/4 de finale M. Kato \|\| style="text-align:left;" \| G. Dabrowski E. Routliffe | 2e tour (1/16) A. Eala \|\| style="text-align:left;" \| O. Danilović E. Routliffe | 1er tour (1/32) G. Olmos \|\| style="text-align:left;" \| A. Panova Guo H. |  |  |

N.B. : le nom de la partenaire se trouve sous le résultat ; les noms des ultimes adversaires se trouvent à droite.

## Parcours en WTA 1000
Les tournois WTA « Premier Mandatory » et « Premier 5 » (entre 2009 et 2020) et WTA 1000 (à partir de 2021) constituent les catégories d'épreuves les plus prestigieuses, après les quatre levées du Grand Chelem. 

De 2009 à 2023, les tournois Premier Mandatory (dits tournois WTA 1000 obligatoires entre 2021 et 2023) regroupent Indian Wells, Miami, Madrid et Pékin, les autres constituant les tournois Premier 5 (tournois WTA 1000 non-obligatoires). À partir de 2024, le nombre de tournois WTA 1000 passe à 10 par saison (fin de l’alternance Doha / Dubaï), ces derniers devenant tous obligatoires et offrant tous 1000 points à la vainqueure (contre 900 points précédemment pour les tournois Premier 5).

### En simple dames
| Année |       |                           |       |                                |                            |                             |                                |                             |                            |        |  |                             |
| Doha  | Dubaï | Indian Wells              | Miami | Madrid                         | Rome                       | Canada                      | Cincinnati                     | Pékin                       |                            | Wuhan  |  |                             |
| Doha  | Dubaï | Indian Wells              | Miami | Madrid                         | Rome                       | Canada                      | Cincinnati                     | Pékin                       | Guadalajara                |        |  |                             |
| Doha  | Dubaï | Indian Wells              | Miami | Madrid                         | Rome                       | Canada                      | Cincinnati                     | Pékin                       |                            |        |  |                             |
| 2021  |       | WTA 500                   |       |                                | 2e tour (1/32) A. Kerber   |                             |                                |                             |                            | Annulé |  | Annulé                      |
|       |       |                           |       |                                |                            |                             |                                |                             |                            |        |  |                             |
| 2023  |       | WTA 500                   |       |                                |                            |                             |                                |                             |                            |        |  | 1er tour (1/32) E. Bouchard |
| 2024  |       |                           |       |                                |                            |                             | 1er tour (1/64) E. Cocciaretto |                             |                            |        |  |                             |
| 2025  |       | 1er tour (1/32) P. Badosa |       | 1er tour (1/64) E. Cocciaretto | 1er tour (1/64) A. Krueger | 1er tour (1/64) M. Bouzková | 1er tour (1/64) S. Lamens      | 2e tour (1/32) J. Ostapenko | 2e tour (1/32) E. Rybakina |        |  |                             |

Sous le résultat, l’ultime adversaire.
1. 1 2   Les tournois de Doha et Dubaï alternent le statut de tournoi WTA 1000 (ex Premier 5) entre 2009 et 2023 : les trois premières éditions ont lieu à Dubaï, les trois suivantes à Doha, puis Dubaï accueille le tournoi de cette catégorie les années impaires et Dubaï les années paires. De 2011 à 2023, la ville qui n’accueille pas de WTA 1000 organise à la place un tournoi WTA 500 (ex Premier).
2. 1 2 3 4 5 6 7   L’ordre de déroulement des tournois a évolué depuis 2009 : Rome se dispute avant Madrid et Cincinnati avant Montréal/Toronto jusqu’en 2010, tandis que Tokyo (2009-2013)-Wuhan (2014-2019, 2024-)-Guadalajara (2022-2023) ont lieu avant Pékin jusqu’en 2023.
3. 1 2  Du fait de la pandémie de Covid-19, les tournois d’Indian Wells, de Miami, de Madrid, du Canada, de Wuhan et de Pékin sont annulés en 2020. Ces deux derniers le sont également en 2021. Pour des raisons d’organisation, le tournoi de Cincinnati 2020 a exceptionnellement lieu à Flushing Meadows à New York.

## Parcours aux Jeux olympiques

### En simple dames
| # | Date       | Nom de l'olympiade         | Surface    | Résultat        | Ultime adversaire | Score    |          |
| - | ---------- | -------------------------- | ---------- | --------------- | ----------------- | -------- | -------- |
| 1 | 31/07/2021 | Olympic Tennis Event Tokyo | Dur (ext.) | 1er tour (1/32) | Misaki Doi        | 6-3, 6-3 | Parcours |

### En double dames
| # | Date       | Nom de l'olympiade         | Surface    | Résultat        | Partenaire     | Ultimes adversaires              | Score             |          |
| - | ---------- | -------------------------- | ---------- | --------------- | -------------- | -------------------------------- | ----------------- | -------- |
| 1 | 31/07/2021 | Olympic Tennis Event Tokyo | Dur (ext.) | 1er tour (1/16) | Giuliana Olmos | Paula Badosa Sara Sorribes Tormo | 6-2, 64-7, [10-7] | Parcours |

## Classements WTA en fin de saison
| Année          | 2013 | 2014 | 2015 | 2016 | 2017 | 2018 | 2019 | 2020 | 2021 | 2022 | 2023 | 2024 |
| Rang en simple | 862  | 1078 | 505  | 290  | 248  | 258  | 275  | 142  | 127  | 350  | 165  | 60   |
| Rang en double | –    | –    | 227  | 181  | 185  | 144  | 384  | 299  | 222  | 239  | 203  | 156  |

Source : (en) Classements de Renata Zarazúa sur le site officiel de la Fédération internationale de tennis